# Lijst van Stolpersteine in Eersel
De lijst van Stolpersteine in Eersel geeft een overzicht van de gedenkstenen die in de gemeente Eersel in de Nederlandse provincie Noord-Brabant zijn geplaatst in het kader van het Stolpersteine-project van de Duitse beeldhouwer-kunstenaar Gunter Demnig.
Stolpersteine zijn opgedragen aan slachtoffers van het nationaalsocialisme, al diegenen die zijn vervolgd, gedeporteerd, vermoord, gedwongen te emigreren of tot zelfmoord gedreven door het nazi-regime. Demnig legt voor elk slachtoffer een aparte steen, meestal voor de laatste zelfgekozen woning.
Omdat het Stolpersteine-project doorloopt, kan deze lijst onvolledig zijn.

## Stolpersteine
In Eersel ligt een Stolperstein.

### Eersel
| Afbeelding | Inscriptie | Adres               | Herdachte persoon      |
| ---------- | --- | ------------------- | ---------------------- |
|            | HIER WOONDE IN HET VOORMALIGE JACOBUSKLOOSTER ILSE BRÜLL GEB. 1925 GEVLUCHT 1939 UIT WENEN GEARRESTEERD 5-8-1942 GEÏNTERNEERD GEDEPORTEERD 31-8-1942 UIT WESTERBORK VERMOORD 3-9-1942 AUSCHWITZ | Dijk 15 Kaart (OSM) | Ilse Brüll (1925–1942) |

## Data van plaatsingen
- 21 november 2023: een Stolperstein aan Dijk 15